# Vârful Gerlachovský

Gerlachovský 3D

Vârful Gerlachovský (în slovacă Gerlachovský štít) reprezintă cel mai înalt punct din munții Tatra și din întreg lanțul carpatic, precum și cel mai înalt punct din Slovacia, la o altitudine de 2.655 m.
Forma piramidală a masivului este marcată de un circ uriaș. În ciuda altitudinii maxime relativ scăzute, peretele vertical de 2.000 m care se înalță din vale îi dă vârfului Gerlachovský un aspect impunător. Confundat în trecutul îndepărtat cu un munte obișnuit din Munții Tatra, a jucat un rol de simbol în ochii conducătorilor și popoarelor mai multor țări din Europa Centrală, într-atât încât în secolul al XIX-lea și în prima jumătate a secolului al XX-lea a avut patru nume diferite, care s-au schimbat de șase ori între ele. A fost cel mai înalt munte din Regatul Ungariei, și din Cehoslovacia și apoi Slovacia de-a lungul a doar două decenii din secolul al XX-lea.
Vârful Gerlachovský prezintă aceleași particularități geologice și ecologice cu restul Tatrei Înalte, dar furnizează un mediu propice și pentru biologi, fiind cel mai înalt vârf din Europa de la nord de paralela care trece prin apropierea orașelor München, Salzburg, și Viena. Muntele a fost apreciat ca fiind cel mai impunător punct de ascensiune de către cehi, est-germani, maghiari, polonezi și slovaci în perioada restricțiilor de călătorie din timpul Războiului Rece. El continuă să atragă numeroși vizitatori, deși autoritățile locale au impus constant noi restricții de acces în zonă.

## Denumire

### În prezent
Gerlachovský štít înseamnă "Vârful (satului) Gerlachov". În slovacă i se mai spune și Gerlach. Numele poloneze ale vârfului sunt Gerlach sau Gierlach, dar în poloneza populară i se mai spune și Girlach sau Garłuch.

### În trecut
Primul nume atestat al acestui munte a fost denumirea din dialectul germanilor din Carpați Kösselberg (Muntele Cazan), nume apărut pe o hartă din 1762. Numele slovac al muntelui a fost inițial Kotol, cuvânt ce înseamnă și el tot „Cazan”, atestat în 1821. Ambele nume se refereau la forma caracteristică a circului glaciar de pe munte.
Numele a cărui utilizare a devenit consacrată în ghidurile turistice din secolul al XIX-lea, însă, este numele din prezent, care leagă muntele de satul Gerlachov aflat la poalele lui. El provine din cea mai veche denumire nediferențiată a vârfurilor din preajma satului Gerlachov, Gerlachfalvenses montes „Munții Satului Gerlachov”, într-o latină cu elemente maghiare), într-un desen al Tatrei Înalte datând din 1717. De asemenea, acest nume se aseamănă și cu denumirea Gerlsdorfer Spitze (Vârful Gerlachov) utilizat de prima persoană care l-a identificat ca fiind cel mai înalt vârf din Tatra în 1838, redat într-o versiune în limba slovacă a raportului său din 1851 ca gerlachovský chochol (culmea Gerlachov). Și alți munți din Tatra Înaltă și-au luat numele de la satele de la poalele lor.
Odată ce s-a constatat că vârful este cel mai înalt din regiune, autoritățile care au controlat la un moment sau altul regiunea respectivă au căpătat un interes deosebit în denumirea sa și i-au modificat-o din când în când din motive simbolice. În 1896, când Slovacia făcea parte din Imperiul Austro-Ungar, cel mai înalt vârf din Carpați a primit primul nume dat de oficialitățile statului − după numele împăratului de atunci Franz Josef I. Ghidurile turistice din acea vreme nu au preluat toate această schimbare oficială de nume. După destrămarea monarhiei austro-ungare în 1918, muntele a continuat să fie denumit Gerlachovský štít deoarece aparținea de localitatea Gerlachov. Guvernul polonez, care revendica teritoriul Tatra Înaltă, a denumit muntele Szczyt Polski (Vârful Polonez), dar nu și-a exercitat niciodată controlul asupra lui. În 1923 noul guvern cehoslovac a schimbat numele în Štít legionárov (Vârful Legionarilor) în cinstea Legiunilor Cehoslovace, dar în 1932 s-a renunțat la această denumire, revenindu-se la cea de Gerlachovský štít. Ca rezultat al loviturii de stat comuniste din 1948, muntele a fost din nou redenumit în Stalinov štít (Vârful Stalin) în 1949. După un deceniu însă s-a revenit la denumirea tradițională de Gerlachovský štít, denumire păstrată până în prezent.

## Istoric

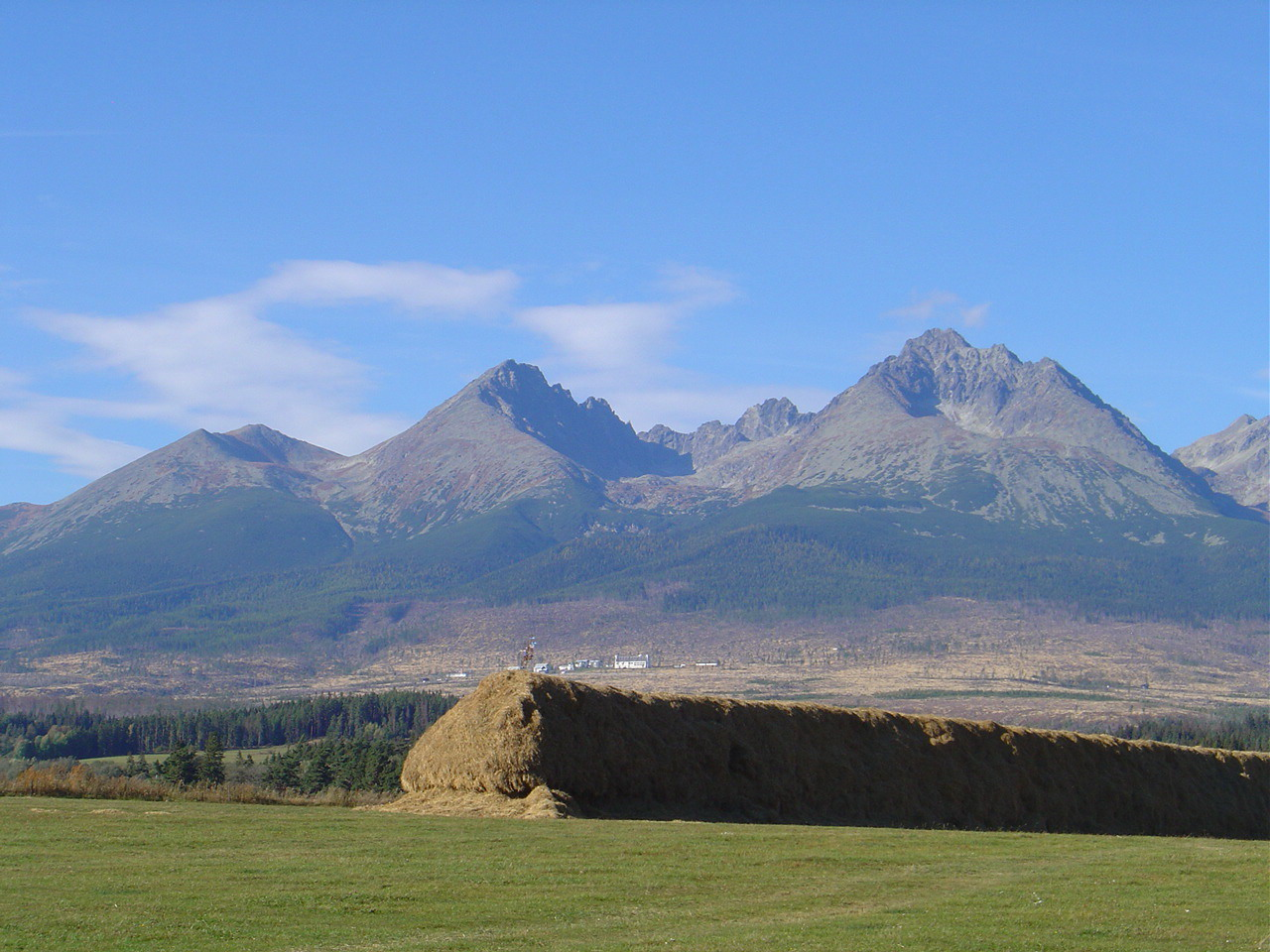
Gerlachovský štít (dreapta) cu uriașul său circ glaciar

Gerlachovský štít nu a fost considerat întotdeauna cel mai înalt vârf din Tatra. După prima măsurătoare oficială a vârfurilor din Tatra în timpul Imperiului Habsburgic din secolul al XVIII-lea, Vârful Kriváň (2.494 m) era considerat cel mai înalt. Alte vârfuri care aspirau la statutul de cel mai înalt munte erau, la acea vreme, Lomnický štít (2.633 m) și Ľadový štít (2.627 m). Primul om care a desemnat cu exactitate vârful Gerlachovský ca fiind cel mai înalt a fost expertul în silvicultură Ľudovít Greiner în 1838. Măsurătoarea lui Greiner a fost confirmată oficial de un grup de geodezi ai Armatei Austriece în 1868. Totuși, acest fapt a devenit general acceptat doar după ce Institutul Militar de Geografie din Viena a publicat o colecție nouă, de referință, de hărți ale Europei Centrale în preajma anului 1875.
Prima ascensiune atestată a fost cea a lui Ján Still din satul Nová Lesná în 1834. În 1880, traseele prin Velická próba (Proba Velická) și Batizovská próba (Proba Batizovská) au fost asigurate cu lanțuri.

## Accesul spre vârf

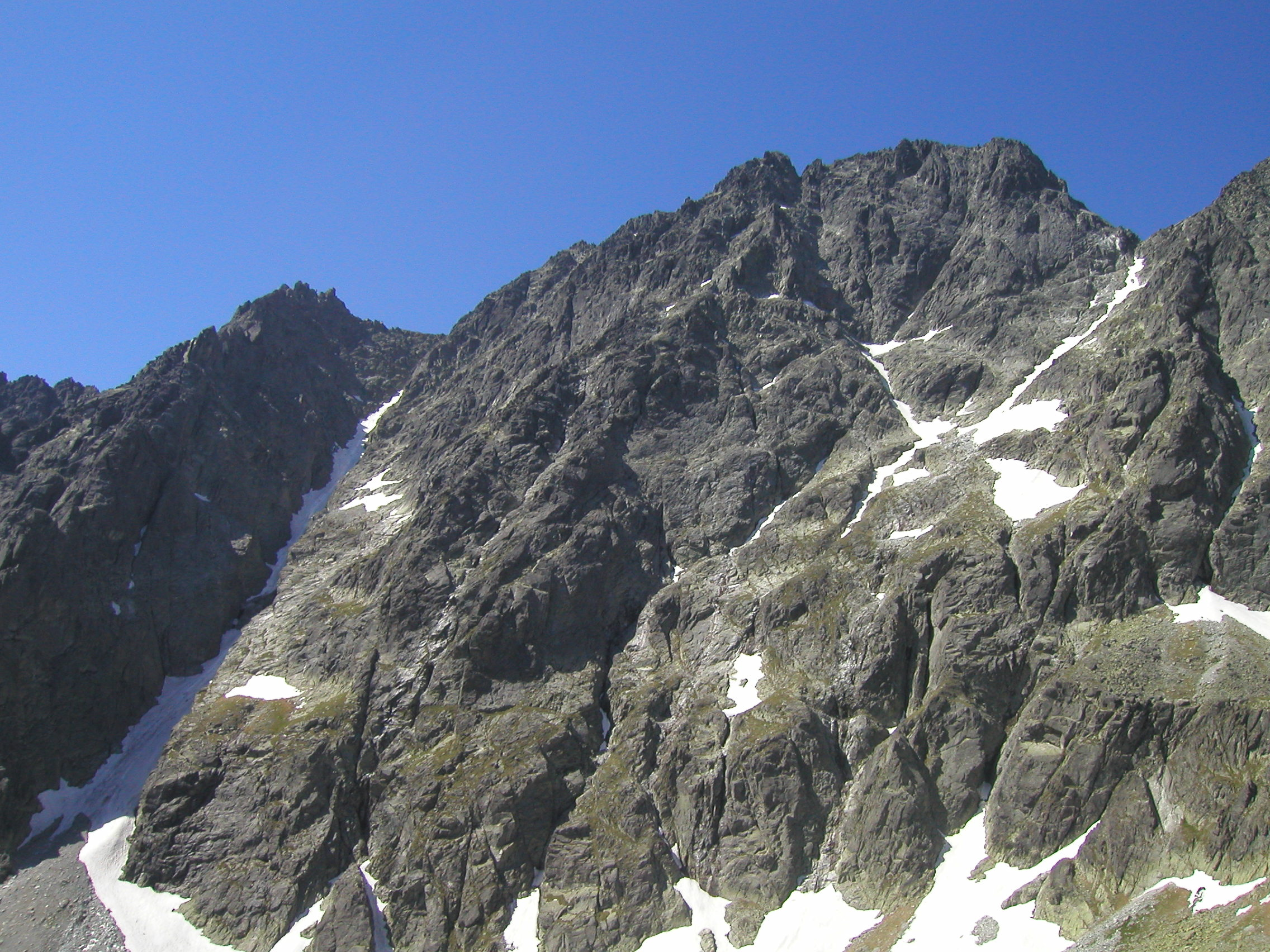
Vârful Gerlachovský văzut de pe Valea Velická

Doar membrii clubului național de alpinism au dreptul de a urca pe vârf pe cont propriu. Alți turiști trebuie să meargă împreună cu un ghid certificat. Cele mai ușoare două trasee, de regulă cu urcare pe Velická próba și coborâre pe Batizovská próba, trasee denumite după văile prin care trec, sunt protejate cu lanțuri. Din cauza unei secțiuni expuse de pe Velická próba și a orientării crestei, ambele sunt dintre cele mai dificile trasee din Tatra Superioară care nu necesită echipament special. În lipsa zăpezii, ghidurile marchează aceste trasee ca urcări de gradul II sau III (pe scara UIAA) sau mai puțin. Diferența totală de altitudine este de aproximativ 1.000 m pentru cei care petrec noaptea la Hotelul Sliezsky Dom sau sunt duși acolo de un ghid montan, și de aproximativ 1.665 m pentru cei care merg din Tatranská Polianka. Iarna, vârful Gerlachovský prezintă o urcare dificilă, cu pericol de avalanșă.
O potecă nemarcată pornește din poteca marcată cu verde care duce pe Valea Velická în preajma capătului sudic al primului platou (Kvetnica) deasupra Sliezsky Dom. Traseul nemarcat spre Gerlach se desprinde la nord-vest spre pantele estice ale muntelui la altitudinea de circa 1.815 m, dar la un moment dat pe el apar movile de marcaj. Cea mai rapidă și mai ușoară coborâre este cea pe Batizovská próba. Ghizii montani urmează întotdeauna poteca pe direcția est-vest, coborând de pe Valea Velická în Valea Batizovská, pentru a evita strângerile de bușteni căzuți.
Cele mai celebre trasee pentru urcare tehnică sunt pe pereții de est și de sud-vest. Ambele sunt deosebit de lungi și situate pe pereți de granit solid. Cel mai bun sezon de escaladare ține de la jumătatea lui septembrie până la jumătatea lui octombrie sau până la căderea primei zăpezi. Un alt sezon bun ține de la sfârșitul lui iunie până la începutul lui august.
Drumul spre vârful Gerlachovský este în jurisdicția Parcului Național Tatra, iar regulile acestei instituții impun amendarea turiștilor nemembri ai clubului național sau necălăuziți de ghizi autorizați și care se abat de pe traseele marcate. Camparea este supusă și ea restricțiilor. Pădurarii și unii ghizi de munte sunt autorizați să dea amenzi pe loc. Movilele pe care turiștii le construiesc pentru a marca potecile sunt dărâmate periodic.

## Condițiile pe vârf

### Corpul uman
Deși se estimează că cel puțin una dintre manifestările răului de altitudine pot apărea chiar și la altitudini de 1.500–2.400 m și îi afectează în egală măsură atât pe cei mai bine pregătiți fizic cât și pe cei mai puțin pregătiți, incidența sa este de 1% chiar și la altitudini de 4.600 m iar în Tatra nu a existat niciodată vreun caz. Presiunea atmosferică scăzută începe să aibă efecte marginale dar detectabile în vârf (2.654,4 m). Apa fierbe acolo la aproximativ 91,5 °C iar saturația oxigenului în sângele arterial este cu aproximativ 8% mai scăzută decât în locurile de origine ale majorității turiștilor, dar este oricum dificil de distins între această mică lipsă de oxigen și oboseala cauzată de efortul depus pentru urcare. Spre deosebire de condiția fizică, vârsta singură nu este un factor determinant pentru atingerea celui mai înalt punct din Carpați. Celebra călăuză din Tatra Ján Počúvaj a condus clienți pe vârful Gerlachovský până la 76 de ani.

### Priveliște
După cum se spunea într-un comentariu din secolul al XIX-lea dintr-un ghid turistic britanic, priveliștea de pe munte este „impresionantă și pitorescă". Drumeții apreciază de obicei vederea panoramică de pe vârfurile din Tatra Înaltă, de la Kriváň în vest până la Široká în nord și la Lomnický štít înspre est. Mai departe, dar adesea vizibili, se află partea de est a munților Tatra Joasă înspre sud și Tatra Albă înspre est. Uneori, în condiții de vizibilitate foarte bună, ceea ce se întâmplă rareori, mai mult toamna și iarna, se pot vedea Stolické vrchy, Volovské vrchy, regiunea Parcului Național Paradisul Slovac, și Munții Branisko. În condiții excepționale, se pot vedea și Alpii Austriei  și Munții Karkonosze din Polonia aflați la sute de kilometri distanță.
În majoritatea dupăamiezilor de vară, vizibilitatea este de doar maxim 10 km din cauza vaporilor de apă din atmosferă sau din cauza înnorărilor. Zilele în care vizibilitatea dupăamiaza este de peste 50 km sunt mai dese spre sfârșitul toamnei și iarna. Priveliștea este parțial obturată de lanțul Končistá înspre vest, iar zonele apropiate de munte înspre sud și nord sunt obturate de masivul Gerlach însuși. Câteva alte piscuri din Tatra Înaltă, inclusiv unele cu poteci marcate, oferă priveliști mai largi și mai variate.

### Vreme

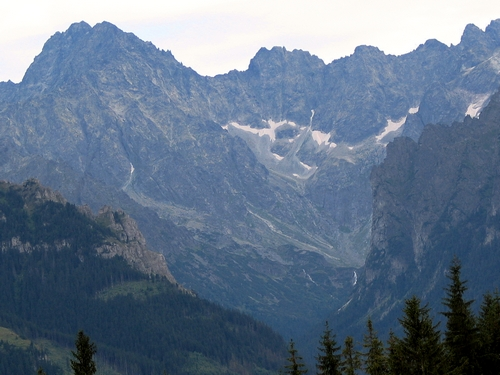
Gerlachovský štít (stânga) văzut dinpre Valea Biała Woda

Efectele vremii la altitudine mare asupra celor care urcă pe vârful Gerlachovský pot fi mai pronunțate decât cele ale altitudinii. Diferența de temperatură între munte și stațiunile din vale poate fi mare. Temperatura scăzută de pe munte poate fi compensată de lumina soarelui pe cer senin, dar își face efectul puternic în condiții de nori. Combinat cu vântul, impactul acesteia este puternic chiar și dacă nu plouă sau ninge. Vârful dispare între nori uneori în multe zile, ceea ce înseamnă că la altitudini mari este ceață care poate duce la dezorientare.
Temperaturile fiind mai joase pe vârful Gerlachovský din cauza altitudinii sale, vremea și potențialul său impact asupra turiștilor nu diferă de alte vârfuri din Tatra Înaltă cu sau fără poteci marcate. Vara, vremea evoluează de obicei de la o dimineață senină, cu înnorări spre prânz, și averse sau furtuni dupăamiaza. Șansele de ploaie sunt mai scăzute între 9-10 AM și maxime între 2-3 PM, scăzând din nou după ora 6 PM. Frecvența furtunilor cu descărcări electrice pe vârful muntelui Gerlach și pe celelalte creste înalte nu este foarte diferită de cea de la altitudini mici, dar persoanele expuse la vânt, ploaie rece, și fulgere sunt puse în dificultăți mai mari. Cel mai apropiat adăpost pentru cei care urcă pe Gerlach este Hotelul Sliezsky Dom, neexistând adăposturi naturale pe traseu.

### Climă
|                                                           | Ian | Feb | Mar | Apr | Mai | Iun | Iul | Aug | Sep | Oct | Nov | Dec |
| --------------------------------------------------------- | --- | --- | --- | --- | --- | --- | --- | --- | --- | --- | --- | --- |
| Temperatura aerului 2–3 pm, °C                            | -11 | -11 | -8  | -5  | 0   | 3   | 5   | 5   | 2   | -1  | -6  | -9  |
| Precipitațiile (cm)                                       | 12  | 12  | 10  | 13  | 12  | 19  | 19  | 14  | 9   | 9   | 13  | 15  |
| Zile cu furtuni și descărcări electrice                   | 0   | 0   | 0   | 2   | 5   | 9   | 9   | 6   | 2   | 0   | 0   | 0   |
| Zile în care vârful este acoperit de nori peste 10 minute | 21  | 20  | 22  | 23  | 26  | 25  | 26  | 24  | 21  | 19  | 21  | 21  |
| Zile cu brumă                                             | 19  | 15  | 16  | 16  | 13  | 5   | 4   | 5   | 10  | 11  | 17  | 19  |
| Zile cu ninsoare                                          | 19  | 16  | 18  | 19  | 16  | 9   | 5   | 4   | 6   | 11  | 17  | 19  |
| Zile în care stratul de zăpadă depășește 1 cm             | 31  | 28  | 31  | 30  | 24  | 8   | 4   | 3   | 6   | 15  | 28  | 31  |
| Zile cu vizibilitate peste 20 km la orele 2–3 pm          | 15  | 12  | 12  | 7   | 3   | 3   | 4   | 5   | 8   | 17  | 15  | 15  |